# Шовеллер, Стэнли
Стэнли Говард Шовеллер (англ. Stanley Howard Shoveller; 2 сентября 1881, Кингстон-Хилл, Большой Лондон — 24 февраля 1959, Бродстоун, Дорсет) — английский и британский хоккеист на траве, нападающий. Олимпийский чемпион 1908 и 1920 годов.

## Биография
Стэнли Шовеллер родился 2 сентября 1881 года в районе Кингстон-Хилл британского города Лондон.
Учился в гимназии в Кингстоне и был одним из зачинателей хоккейной команды в этом учебном заведении. В 18 лет стал играть за «Хэмпстед», а через год — за сборную Суррея.
В 1902—1921 годах провёл 29 матчей за сборные Англии и Великобритании, забил 76 мячей.
В 1908 году вошёл в состав сборной Англии по хоккею на траве на летних Олимпийских играх в Лондоне и завоевал золотую медаль, которая пошла в зачёт Великобритании. Играл на позиции центрального нападающего, провёл 3 матча, забил 7 мячей (по два в ворота сборных Ирландии и Шотландии, три — Франции).
В 1920 году вошёл в состав сборной Великобритании по хоккею на траве на Олимпийских играх в Антверпене и стал первым и единственным британским хоккеистом — двукратным олимпийским чемпионом. Провёл 2 матча, забил (по имеющимся данным) 10 мячей (два в ворота сборной Дании, восемь — Бельгии). Стал лучшим снайпером хоккейного турнира Олимпиады.
Участвовал в Первой мировой войне. Служил капитаном стрелковой бригады 33-го Лондонского полка, в 1915 году награждён Военным крестом.
В 1922 году опубликовал книгу о хоккее на траве. По завершении игровой карьеры стал брокером на Лондонской фондовой бирже.
Умер 24 февраля 1959 года в британском городе Бродстоун.